# Phil Bennett
Phil Bennett (Carmarthenshire, 24 de octubre de 1948-12 de junio de 2022) fue un rugbista galés que se desempeñaba como apertura. Desde 2015 es miembro del Salón de la Fama de la World Rugby.

## Selección nacional
Debutó en los Dragones rojos con 20 años en 1969 y se retiró de ella en 1978. En total jugó 29 partidos y marcó 166 puntos.
Fue integrante del gran seleccionado galés con jugadores como J. P. R. Williams y Gareth Edwards que dominó Europa en los años 1970's y fue apodado como los dragones rojos, apodo actual de la selección. Con el retiro de Barry John en 1972, Bennett ocupó su lugar y junto a Edwards formó una de las mejores bisagras de la historia.

## British and Irish Lions
Fue convocado a los Lions para las giras a Sudáfrica 1974 y Nueva Zelanda 1977 siendo el máximo anotador de los Leones en ambas giras.

## Palmarés
- Campeón del Torneo de las Cinco Naciones de 1976 con Grand Slam y 1978.